# Horus montanus
Horus montanus es una especie de arácnido del orden Pseudoscorpionida de la familia Olpiidae.

## Distribución geográfica
Se encuentra en  el sur de África y Lesoto.